# Церковь Успения Пресвятой Богородицы в Усмани
Церковь Успения Пресвятой Богородицы — построена в 1862 году в городе Усмань Тамбовской губернии (сейчас — Липецкой области) в стиле эклектика с элементами псевдовизантийского стиля, как домовая церковь с отдельно стоящей колокольней при подворье Усманского Софийского женского монастыря, существовавшего с 1799 года.

## История храма
А в 1905 г. по ходатайству местного купца Григория Дмитриевича Сукочёва и по разрешению Епархиального начальства Успенская церковь была сломана, и на её месте построена новая. Строительство шло с 1905 по 1907 гг. Григорий Дмитриевич Сукочёв — крупнейший благотворитель Усманских храмов, почётный гражданин города, бывший Городской Голова г. Усмани, владелец известной богадельни.
Храм Успения Пресвятой Богородицы был закрыт в 1924 году. В 1930 г. в здании Успенской церкви был размещён музей местного края, а в дальнейшем — склад махорочной фабрики. Разрушена колокольня церкви — в 1942 году.
Храм был вновь открыт в 1944 году, около 1995 года была начата реставрация и он был заново окрашен в голубой цвет. Образована община, и церковь стала приходской, а в 1947 г. церковь была передана верующим в безвозмездное пользование, и долгое время являлась единственной уцелевшей и действующей церковью в Усмани.
Охранный статус церкви — региональный.

## Духовенство
- Настоятель храма - протоиерей Олег Парахин[1]

## Фотографии

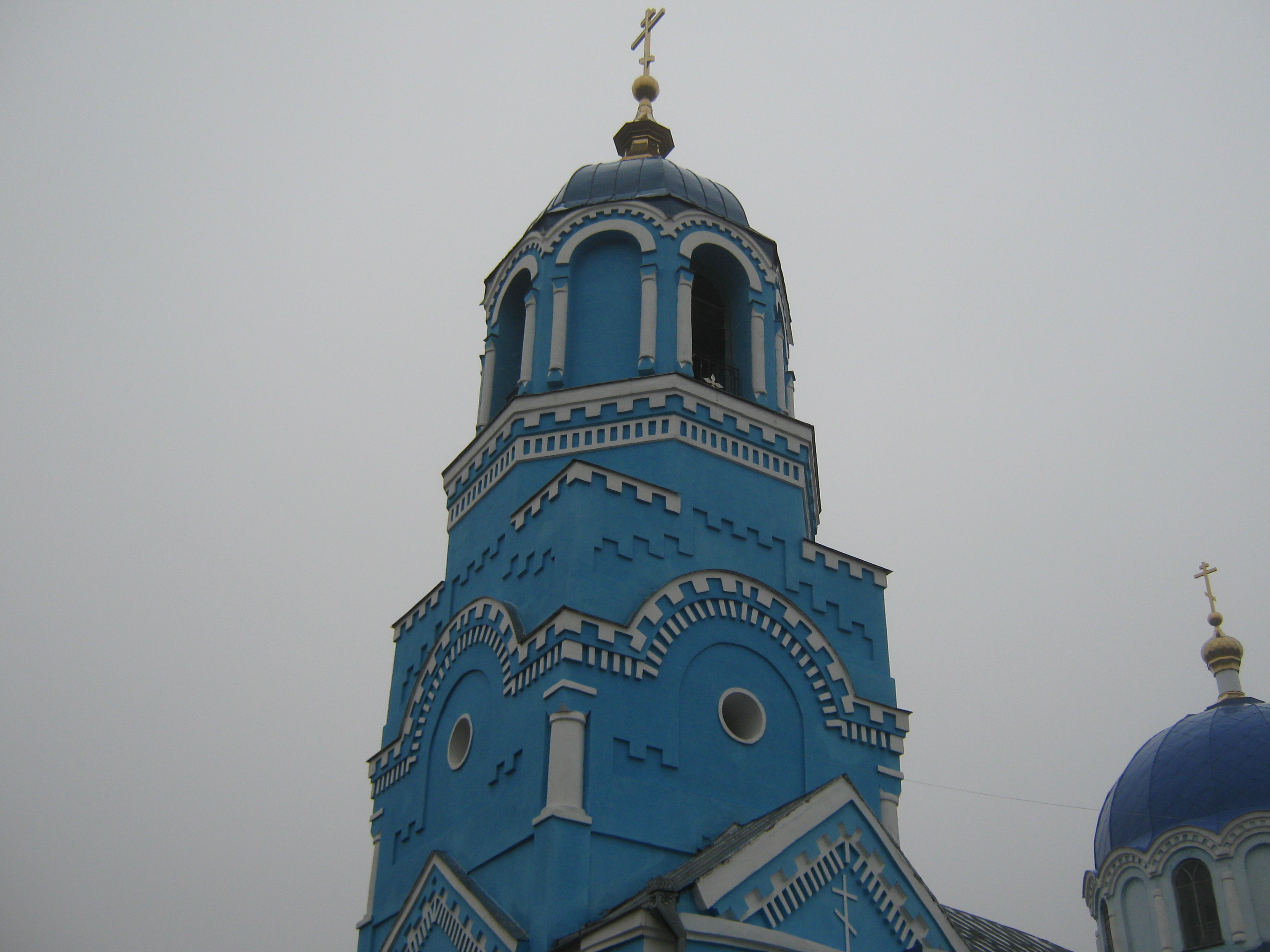
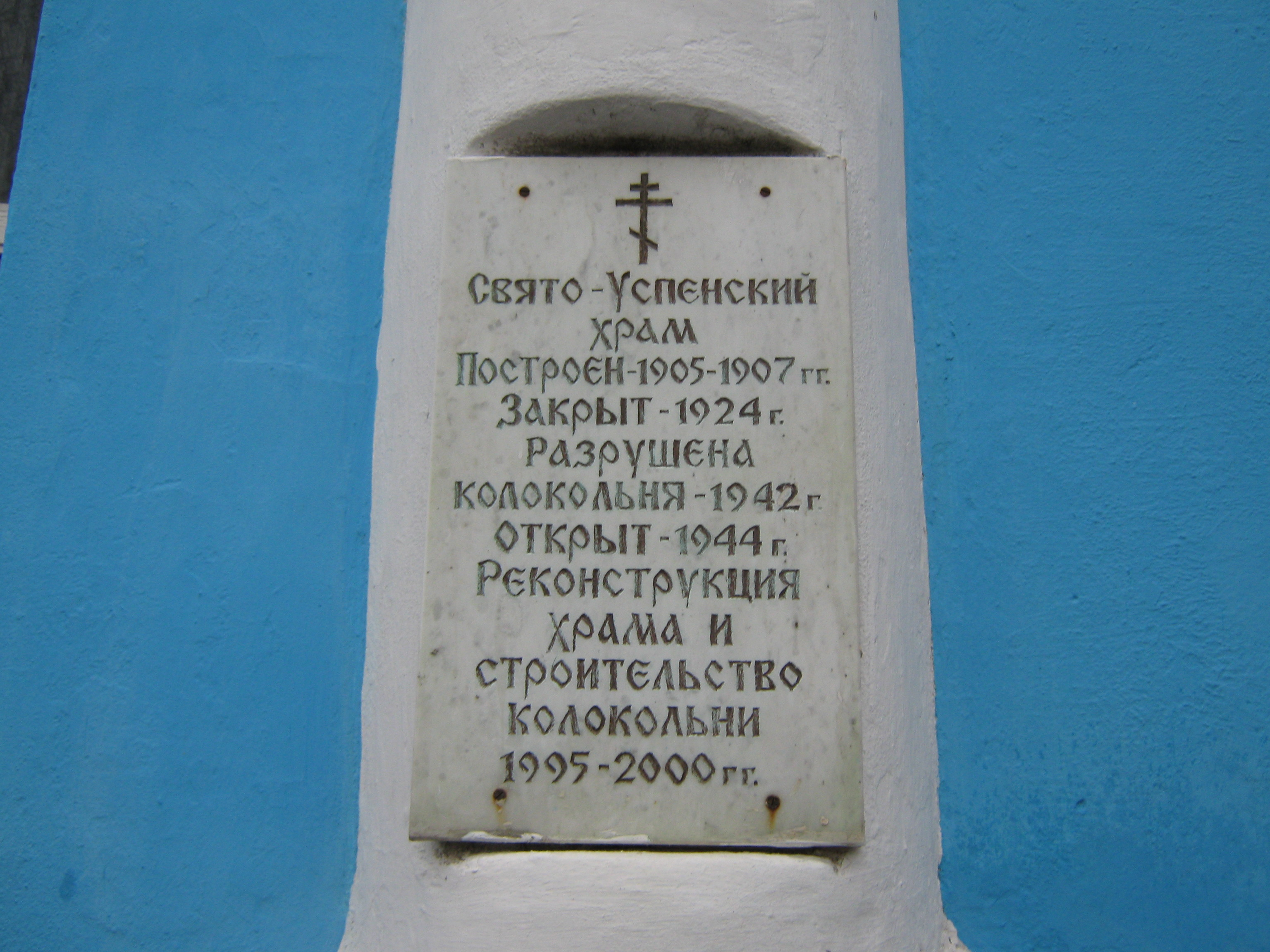